# Глади (роман)
Глади је политички роман Оскара Давича, објављен 1963. године од стране издавачке куће Нолит. Роман је исте године добио НИН-ову награду за књижевност.

## Радња
Роман прати групу политичких затвореника у неименованој казненој установи у Базовику. Међу затвореницима су бивши свештеници, народни непријатељи, буржуји, осуђени комунисти и обични криминалци. Књига почиње кад осуђеник Коста открива да испод затвора постоји канализациони систем, назван Аорта, којим може да се изведе бекство.
Поред Косте, други ликови су Крајновић, који готово да уопште не спава, Исус криминалац који сваки пут када га пусте убије неког са своје свадбе, па се врати у затвор (он је и зидао Базу у којој је затвор, и од њега сазнају за подземне канале), Витор, изузетно опасан и утицајан затвореник, и Слободан Раденик који  добија задатак да покуша да подмити полицајца тако што ће му понудити хиљадарку за број Политике, чиме изазива нереде, о ком сви присутни имају различите изјаве (од осталих полицајаца на караули, до сведока догађаја међу робијашима).
Роман Тајне, који је такође добио Нинову награду наредне године, је наставак ове књиге и садржи исте ликове.